# Гурман

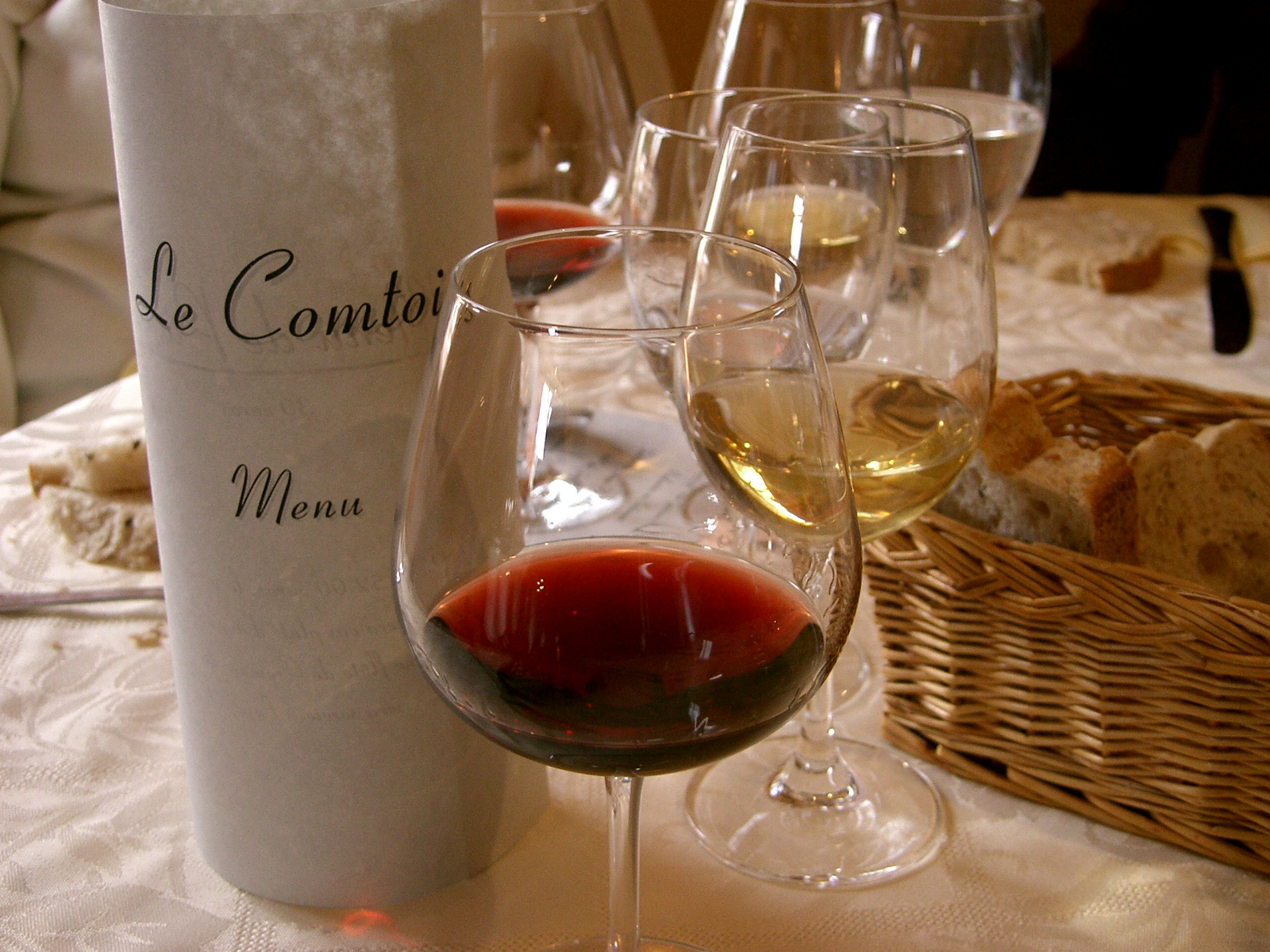

Гурме — культурний ідеал, поєднання кулінарного мистецтва створення вишуканих страв та напоїв, або, іншими словами високої кухні, яка характеризується витонченістю, ретельною підготовкою та презентацією естетично обдуманих страв. Термін, як правило, використовується позитивно для опису людей з вишуканим смаком і пристрастю.

## Персона
Термін гурман стосується людини з вишуканим або тонким смаком, який добре обізнаний в ремеслі і мистецтві їжі та її приготуванні. Гурман це дещо більше, аніж просте насолодження їжею у великих кількостях. Гурман шеф-кухар — шеф-кухар особливо високого рангу кулінарного таланту і майстерності.

## Їжа
Слово Гурман може означати клас ресторану, кухні, їжу або інгредієнт високої якості, із спеціальною презентацією, або високою складністю приготування. Через особливі продукти харчування і категорії напоїв, такі як кава, ринки часто поділяють на звичайні і "гурманівські".

## Професія
Деякі події, такі як дегустації вин відвідують люди, які вважають себе гурманами. Також гурмани створюють телевізійні програми і публікації у кулінарних журналах. Гастрономічний туризм є однією з галузей громадського харчування для людей, які подоружують, щоб спробувати нові страви та напої, відвідати ресторани.

## Походження
Слово gourmet походить від французького терміна брокер вина, якого наймав винний торговець.